# Distretto di Adaklı
Il distretto di Adaklı (in turco Adaklı ilçesi) è uno dei distretti della provincia di Bingöl, in Turchia.